# Первенство Новгородской области по хоккею с мячом
Первенство Новгородской области по хоккею с мячом - региональный турнир по хоккею с мячом, проводимый с 1947 по 1987 годы. Победитель турнира получал право играть в чемпионате РСФСР по хоккею с мячом.

## Турнир
До образования Новгородской области (в 1944 году) новгородские команды играли в первенстве Ленинградской области, в котором дважды (1938, 1939) одерживали победы (победы на счету "Металлурга" из города Боровичи).
Первенство Новгородской области регулярно разыгрывалось с 1947 по 1987 годы.
В отдельные годы первенство Новгородской области проходило в рамках зимних областных Спартакиад среди команд городов и районов, а также в рамках первенства ДСО профсоюзов, поскольку в составах сборных были, как правило, представители сильнейших команд, относящихся к тому или иному спортобществу или городу, району.
Победитель первенства представлял Новгородскую область в чемпионатах РСФСР или турнирах второй лиги. В течение длительного времени это был Боровичи (хоккейный клуб), который после того как прекратились проводится областные соревнования оставался единственным профессиональным клубом Новгородской области вплоть до 2011 года.

## История хоккея с мячом в Новгородской области
Точную дату организации первой хоккейной команды а также первого официального матча на новгородской земле назвать пока затруднительно. Известно лишь то, что первые команды были созданы в Новгороде в период 1910-1912 годов. В новгородском государственном архиве сохранился примечательный документ «Краткий отчёт о деятельности хоккей-секции «НСК» в сезоне 1922-23 годов». Из отчёта следует, что большую роль в приобщении трудящихся масс к хоккею с мячом после Октябрьской революции сыграл Всевобуч. Именно допризывники а также до допризывники (было и такое разграничение тогда) составляли четыре из шести зарегистрированных в 1922 году команд в Новгороде. Самая сильная – первая, защищавшая честь «НСК», выступала в 1923 году в состязаниях на Первенство Северо-Западной области (единственная представительница провинций). 23 февраля 1923 года новгородцы встречались в Петрограде на центральном катке (проспект 25 октября, 98 – ныне Невский проспект) со сборной города на Неве и проиграли со счётом 1:11. В составе соперничавшей команды были сильнейшие игроки страны того времени: В. Воног, П. Батырев, Б. Шпигель. Состав новгородского спортивного кружка (НСК) был следующий (в отчёте приведены только фамилии): Ильинский, Чупятов, Пумпянер, Кузнецов, Вейнберг, Гаврилов, Иванов, Белинков, Афанасьев, Богданов, Скукин. По всей вероятности, эти игроки и были организаторами первых хоккейных команд в Новгороде.
Начиная с середины двадцатых годов, в хоккей начинают играть и в других городах и посёлках губернии. Появляются команды в Старой Руссе, Парахине, Чудове, Малой Вишере, Боровичах. В те годы произошли заметные сдвиги в спортивном движении. Постановление ЦК ВКП (б) от 23 сентября 1929 года указало на необходимость устранения ведомственного разнобоя, нацелило на максимальное расширение оздоровительно-массовой работы. С созданием Всесоюзного совета физической культуры значительно повысился её уровень. Улучшился учебно-тренировочный процесс в хоккейных секциях и коллективах. Выросло число команд на фабриках, заводах, в учебных заведениях.
Наиболее популярными видами спорта в те годы были футбол - летом и хоккей - зимой. Хоккеистам было несколько сложнее, так как нужно было приобретать дорогостоящую форму (в том числе коньки), оборудовать ледовые поля и т.д. И всё же, несмотря на это, география хоккея в области расширялась. Боровичская газета «Красная искра» в номере от 30 января 1928 года в заметке «Хоккейные команды» в Боровичах» сообщала: «В Боровичах впервые организованы две хоккейные команды из рабочих Центрошамота и кружка совторгслужащих. Первая совместная тренировка состоялась на открытии катка Центрошамота (прим. – сейчас стадион «Металлург» Архивная копия от 3 сентября 2016 на Wayback Machine) в воскресенье 22 января 1928 года».
Несмотря на то, что в городе на Мсте хоккейные команды появились почти на двадцать лет позднее, чем в Новгороде, боровичане довольно быстро обогнали в мастерстве своих соперников. Этому, видимо, способствовали более раннее начало зимы и её устойчивый характер в восточных районах области, что немаловажно для тренировочного процесса и игровой практики.
В тридцатые годы команды нынешней Новгородской области участвовали в розыгрыше Первенства и Кубка Ленинградской области. Наибольших успехов тогда добились хоккеисты Грузинской спичечной фабрики (Чудовский район) и «Красного керамика» (Боровичи). Первыми были обладателями Кубка Ленинградской области 1937 года, вторые были сильнейшими в 1938-1939 годах, причём как в соревнованиях взрослых, так и в турнирах детских команд. В 1939 и 1940 годах «Красный керамик» («Металлург») участвовал в розыгрыше Кубка СССР, но выбыл из него на первом же этапе. Встречались в те годы огнеупорщики и с командой братьев Бобровых (Сестрорецкий завод им. Воскова, где Владимир и Всеволод полностью отыграли сезон 1939-40 годов). Из хоккеистов довоенного поколения необходимо отметить прежде всего новгородца Сергея Макарова и боровичанина Василия Кокорина. Первый из них внёс большой вклад в развитие футбола-хоккея в областном центре и в послевоенное время, воспитав многих, ставших известными хоккеистов (например, Сергея Некрасова), а второй стоял у истоков боровичского хоккея – руководил хоккейной секцией, проводил первые тренировки в 1928 году, через его руки, как говорится, прошло не одно поколение хоккеистов.
В довоенные годы очень перспективной считалась детская (юношеская) команда "Красный керамик". Но многие её игроки погибли смертью храбрых на фронтах Великой Отечественной. Это - Лев Лебедев, Николай Кривцов, Александр Михайлов, Виктор Андрус и другие.
Некоторые получили тяжёлые ранения, но это не помешало им в послевоенное время заниматься спортом и добиться значительных успехов. Евгений Кормишев, например, несмотря на то, что в одном из боёв потерял руку и был тяжело контужен, напряжённо тренировался и стал в конце сороковых - начале пятидесятых годов сильнейшим конькобежцем Новгородской области, одним из лучших футболистов города.
Михаил Соколов был ранен в плечо, провёл около года в госпиталях, но нашёл в себе силы и мужество справиться с недугом и в начале пятидесятых годов превратился в одного из сильнейших хоккеистов "Металлурга", он играл в нападении (в том числе и в наиболее успешном для команды 1952 году). Из того же поколения боровичских хоккеистов вырос и участник первого чемпионата СССР по хоккею с шайбой (в составе команды Ленинградского дома офицеров) Азарий Баскаков. 22 декабря 1946 года он в составе армейцев вышел на первую игру против знаменитой в дальнейшем команды ВВС.
В 1944 году была образована Новгородская область. Первый чемпионат по хоккею с мячом был проведён в 1947 году и первым чемпионом стал «Спартак» (Новгород). Начиная с 1948 года победителем становился «Металлург» (Боровичи), исключая годы, когда команда играла во втором эшелоне отечественного хоккея с мячом (2 группа класса «А», I лига – 1965, 1966, 1970, 1975), а также в те годы, когда было очень много республиканских соревнований (1955, 1956, 1960). Лишь однажды в очном споре «Металлург» уступил звание первой команды области. В 1971 году чемпионом стал «Электрон» (Новгород).
Долгое время в области не культивировали хоккей с шайбой, поэтому до середины шестидесятых годов у хоккея с мячом было больше поклонников. В первенствах Новгорода и Боровичей, к примеру, участвовало регулярно до 10 взрослых команд, проводились соревнования среди школьников. Например, в чемпионате Новгорода 1952 года играли: «Водник», «Искра», «Спартак» (две команды), «Динамо», «Локомотив», «Строитель», «Буревестник».
В 40-60 году в области были хорошо известны команды завода «Пролетарий», Окуловского целлюлозно-бумажного комбината, «Энергия» (Новгород), «Труд» (Большая Вишера), «Пролетарское знамя» (Чудово), торфопредприятия «Тесово-1», завода «Восстание» (Чудово), старорусский «Сокол», «Станкостроитель» и «Искра» (Боровичи).
В составах команд были интересные, техничные хоккеисты. Средний уровень игры для того времени был довольно высок, соперничество – острое. В те годы, например, в составе боровичской «Искры» выступал, переключившись в дальнейшем на хоккей с шайбой Геннадий Кокорин, игравший за команды Высшей и Первой лиг ЛИИЖТ (Ленинград), «Торпедо» (Минск). А потом работал тренером группы подготовки в команде мастеров «Сокол» (Красноярск).
Тогда же в «Металлурге» играл в хоккей с мячом и в футбол Владимир Сорокин. В 1952 году он получил приглашение в команду «Зенит» (Ленинград). Затем играл в «Металлурге» (Запорожье) и «Труде» (Воронеж). Наиболее полно его мастерство проявилось в последней команде, где он был капитаном в 1960-1961 годы. «Труд» выиграл тогда первенство страны по классу «Б» и получил право выступать в высшем эшелоне советского футбола. Играя летом в футбольных командах мастеров, В. Сорокин приезжал зимой в Боровичи и по мере сил и возможностей помогал «Металлургу»  в хоккейных сражениях на Первенство РСФСР. В 1961 году, закончив играть в большом футболе, он вернулся на постоянное жительство в Боровичи, где ещё долго играл в хоккей с мячом и футбол (был играющим тренером).
«Металлург» всё послевоенное время был сильнейшим в области, однако звание сильнейшего давалось ему с большим трудом – особенно в конце 50-х и начале 60-х годов. Тогда у боровичан появились сильные соперники – игроки «Энергии» (Новгород). В соперничестве двух команд росло мастерство хоккеистов. После расформирования «Энергии» достойным соперником «Металлурга» стала «Волна», затем «Вымпел» и «Электрон» (все – Новгород). Довольно острая борьба продолжалась до середины семидесятых годов, а затем в Новгороде переключились на хоккей с шайбой, большие катки появлялись лишь в середине зимы. Класс игры новгородцев заметно снизился, что сказалось и на игре боровичан, так как отсутствие равных соперников расхолаживало спортсменов. В республиканских же соревнованиях «Металлург» участвовал лишь в зонах II лиги (без разъездов) вплоть до 1987 года. А это значит, что за сезон команда проводила не больше 6 матчей высокого уровня.
За всю историю новгородского хоккея с мячом во всесоюзных и республиканских соревнованиях участвовали и добились наибольшего для себя успеха:
1. «Металлург» (Боровичи): в 1952 году выход в финал Кубка РСФСР (при более чем 3 тысячах участвовавших команд), тогда же выход в 1/8 розыгрыша Кубка СССР, в 1974 году – 5 место в финальном турнире Первенства РСФСР, проводившемся в Новосибирске.
2. «Энергия» (Новгород): в 1961 году в Первенстве зоны РСФСР заняла 3 место (при девяти участниках).
3. «Волна» (Новгород): в 1964 году заняла 5 место в зоне РСФСР (при шести участниках).
4. «Пролетарий» (Новгородский район): в 1965 году занял 5 место в зоне РСФСР (при семи участниках).
5. «Электрон» (Новгород): в 1973 году занял 2 место в зоне РСФСР (при пяти участниках).
6. «Урожай» (Борки): в 1976 году занял 4 место в финале Первенства ЦС ДСО «Урожай».

Кроме того, сборная области (формируемая почти всегда на базе «Металлурга») участвовала, начиная с 1958 года, в Зимних Спартакиадах народов РСФСР. Команда, составленная из игроков не старше 23 лет (тренер В.И. Сорокин) заняла 5 место (из 9) на зональном спартакиадном турнире в 1978 в Кирове (лучший результат за все годы).
В 1974 году «Металлург», руководимый В.И. Сорокиным, занял третье место в Первенстве РСФСР среди юниоров. Лучшим защитником турнира, состоявшегося в городе Верхний Уфалей Челябинской области, был признан Валерий Карасёв, впоследствии один из сильнейших игроков «Металлурга» 1980-х.
Из игроков, тренеров, судей, внёсших заметный вклад в развитие хоккея с мячом в области в послевоенное время, необходимо назвать следующие имена: Н. Матвеев, А. Ланской, А. Чудаков, Е. Кормишев, В. Сорокин, В. Климантовский, Л. Баллод, А. Камаев, В. Дмитриев, Евгений, Виталий и Николай Шеметовы (Боровичи); С. Некрасов, Е. Ларкин, А. Смуров, А. Нестеров, С. Паровов, Ю. Евдокимов, В. Батясов, В. Козин, В. Мячин, Ю. Мамонтов (Новгород); М. Фёдоров, В. Купсик, В. Субботин, А. Субботин, В. Зайцев (Новгородский район); В. Конкин, В. Манцов, И. Андреев, Н. Семёнов (Окуловка); Г. Бутковский, Ю. Баранов (Большая Вишера); Д. Кошелев, Л. Чудов, М. Романовский (Чудово); Н. Суворов, Ю. Гусев (Старая Русса).

## Призёры первенства Новгородской области
| Год  | Победитель                  | Серебряный призёр    | Бронзовый призёр       |
| ---- | --------------------------- | -------------------- | ---------------------- |
| 1947 | Спартак (Новгород)          | Новгородский район   | Спартак (Боровичи)     |
| 1948 | Металлург (Боровичи)        | Спартак (Новгород)   | Спартак (Малая Вишера) |
| 1949 | Металлург (Боровичи)        | Спартак (Новгород)   | Спартак (Малая Вишера) |
| 1950 | Металлург (Боровичи)        | Спартак (Новгород)   | Новгородский район     |
| 1951 | Металлург (Боровичи)        | Спартак (Новгород)   | Динамо (Новгород)      |
| 1952 | Металлург (Боровичи)        | Мстинский район      | город Новгород         |
| 1953 | Металлург (Боровичи)        | Новгородский район   | не разыграно           |
| 1954 | Металлург (Боровичи)        | Спартак (Новгород)   | Искра (Новгород)       |
| 1955 | Динамо (Новгород)           | Спартак (Новгород)   | Мстинский район        |
| 1956 | Автошкола (Боровичи)        | Динамо (Новгород)    | Энергия (Новгород)     |
| 1957 | Металлург (Боровичи)        | Энергия (Новгород)   | не разыграно           |
| 1958 | Боровичи-1                  | Новгород             | Боровичи-2             |
| 1959 | Металлург (Боровичи)        | Энергия (Новгород)   | Мстинский район        |
| 1960 | Динамо (Новгород)           | Автошкола (Боровичи) | Старая Русса           |
| 1961 | не завершено из-за оттепели |                      |                        |
| 1962 | Металлург (Боровичи)        | Энергия (Новгород)   | Спартак (Старая Русса) |
| 1963 | Металлург (Боровичи)        | Энергия (Новгород)   | Динамо (Новгород)      |
| 1964 | Пролетарий                  | Энергия (Новгород)   | не разыграно           |
| 1965 | Энергия (Новгород)          | ЦБК (Окуловка)       | Волна (Новгород)       |
| 1966 | Энергия (Новгород)          |                      |                        |
| 1967 | ДСО Труд                    | ДСО Спартак          | ДСО Урожай             |
| 1968 | Металлург (Боровичи)        | Вымпел (Новгород)    | не разыграно           |
| 1969 | Металлург (Боровичи)        | Вымпел (Новгород)    | Урожай (Борки)         |
| 1970 | город Новгород              | город Боровичи       | Чудовский район        |
| 1971 | Электрон (Новгород)         | Металлург (Боровичи) | Вымпел (Новгород)      |
| 1972 | Металлург (Боровичи)        | Электрон (Новгород)  | Труд (Чудово)          |
| 1973 | Металлург (Боровичи)        | Электрон (Новгород)  | не разыграно           |
| 1974 | Металлург (Боровичи)        | Электрон (Новгород)  | Труд (Большая Вишера)  |
| 1975 | Металлург (Боровичи)        | Электрон (Новгород)  | Урожай (Борки)         |
| 1976 | Металлург (Боровичи)        | Электрон (Новгород)  | Урожай (Борки)         |
| 1977 | Металлург (Боровичи)        | Волна (Боровичи)     | Урожай (Борки)         |
| 1978 | Металлург (Боровичи)        | Волна (Боровичи)     | Вымпел (Новгород)      |
| 1979 | Металлург (Боровичи)        | Волна (Боровичи)     | не разыграно           |
| 1980 | Металлург (Боровичи)        | Волна (Боровичи)     | Электрон (Новгород)    |
| 1981 | Металлург (Боровичи)        | Волна (Боровичи)     | Электрон (Новгород)    |
| 1982 | Металлург (Боровичи)        | Волна (Боровичи)     | Электрон (Новгород)    |
| 1983 | Металлург (Боровичи)        | Волна (Боровичи)     | Электрон (Новгород)    |
| 1984 | Металлург (Боровичи)        | Волна (Боровичи)     | Электрон (Новгород)    |
| 1985 | Труд-1                      | Труд-2               | ДСО профсоюза          |
| 1986 | Металлург (Боровичи)        | Волна (Боровичи)     | совхоз "Прогресс"      |
| 1987 | Металлург (Боровичи)        | Волна (Боровичи)     | Электрон (Новгород)    |